# Шукач підземних комунікацій
Шукач підземних комунікацій (англ. seeker of underground communications) — прилад для визначення планового і висотного положення підземних комунікацій, який ґрунтується на принципі індукції (низько- та високочастотної, вихрової), аномалометрії та акустики. Вимірюючи аномалію електромагнітного поля, можна визначити місце розташування підземної пустоти, трубопроводу, каналу і ін. Похибка визначення планового та висотного положення і глибини для різних модифікацій приладу становить 0,1 — 0,3 м. Використовуючи цей метод, створені також прилади, якими можна аналізувати профіль місцевості з підземними комунікаціями, записувати їх у пам'яті комп'ютера та видавати профіль на дисплей або плотер.